# 代表性捷思法
代表性捷思法（Representativeness Heuristic）是一種常見的捷思法。
阿摩司·特沃斯基和丹尼尔·卡内曼把代表性捷思法定義為「判斷事情基於(i)與母體特徵相似程度和(ii)和反映過程的顯著特徵」。

## 例子
很多人認為拋一枚均勻硬幣，如果首五次的結果都是正，那麼第六次很大機會是反。因為這個結果比較正常（令整體結果較接近1/2正反）。事實上，每次拋硬幣的結果都是獨立的，不論之前的結果如何，下次的結果都是半數機率正反。
很多人認為，內向的人較大機會成為圖書館管理員，而非零售店職員。因為圖書館管理員的特徵是內向，零售店職員的特徵是較主動的。但事實上，圖書館管理員的數目十分少，零售店職員的數目遠遠多於圖書館職員。所以，性格內向的人成為零售店職員的機會仍然是較大的。